# Édouard Perroy
Pour les articles homonymes, voir Perroy.
Édouard Perroy, né le 2 août 1901 à Grenoble, mort le 26 juillet 1974 à Paris dans le 14e arrondissement, est un historien médiéviste et un résistant français. 
Spécialiste de l'histoire de l'Angleterre du XIVe et du XVe siècle, il enseigne l'histoire médiévale à Lille et à Paris et fonde en 1969, aux côtés de Charles Higounet la Société des historiens médiévistes de l’enseignement supérieur. 

## Biographie
Édouard Perroy descend d'une famille de noblesse du Forez. Son bisaïeul Jean-Baptiste-Charles P. et son grand-père Théodore P. sont décorés de la Légion d'honneur. Son père Pierre Perroy, né en 1875, mort en 1944, est avocat. Il avait épousé Fernande Decock (1907-1983).
Édouard Perroy effectue ses études secondaires au lycée Montaigne et ses études supérieures au lycée Louis-le-Grand en classes préparatoires littéraires. Il est admissible aux épreuves orales du concours d'entrée à l'École normale supérieure en 1921 et en 1922. Il poursuit ses études à la faculté des lettres de Paris, où il obtient une licence. Il est reçu 9e à l’agrégation d’histoire et géographie en 1924.
Édouard Perroy effectue son service militaire entre 1925 et 1926 au sein du 6e bataillon de chasseurs à pied. Il est lecteur à l'université de Glasgow jusqu'en 1934. Il soutient en février de la même année une thèse d'État intitulée L'Angleterre et le grand schisme d'Occident : étude sur la politique religieuse de l'Angleterre sous Richard II, 1378-1399. Entre 1934 et 1935, il enseigne à l'Institut français de Londres. En 1935, il est nommé à l'université de Lille où il est chargé d’enseignement, puis maître de conférences en 1936 et élu professeur d’histoire générale et régionale du Moyen Age (1937).  
Entre 1938 et 1941, atteint de la tuberculose, Édouard Perroy est admis au sanatorium des étudiants de France à Saint-Hilaire-du-Touvet en Isère. Durant cette période, il entre en contact avec des étudiants opposés aux accords de Munich. En 1941, il ne rejoint pas l'université de Lille, repliée en Haute-Loire, mais il est chargé d'enseignement aux Écoles normales supérieures de Fontenay-aux-Roses, de Saint-Cloud et de Sèvres, puis il est nommé à titre provisoire sur la chaire de Louis Halphen. Il participe à des activités de résistance et il est recherché par la Gestapo, ce qui le mène à quitter son domicile en 1943, pour s'installer dans la Loire. Sous le pseudonyme de « Besson », il devient responsable à la propagande des Mouvements unis de la Résistance dans ce département, et de la diffusion des publications clandestines non communistes dans le bassin stéphanois. C'est lui qui prononce le discours annonçant la libération de la ville depuis le balcon de la mairie de Saint-Étienne.
Après la guerre, il est nommé à la commission d’histoire de l'occupation et de la libération de la France. Il occupe cette fonction de février 1945 à la rentrée universitaire de 1946, date à laquelle il reprend son poste de professeur à l'université de Lille. Il est élu professeur à la faculté des lettres de Paris en janvier 1951, puis il obtient la chaire d’histoire du Moyen Âge qu'il occupe jusqu'à sa retraite académique en 1971.

## Activités éditoriales et responsabilités institutionnelles
Un recueil de l'ensemble de ses articles, cinquante-cinq au total, répartis en cinq volets (guerre de Cent Ans, histoire sociale et politique, histoire économique et sociale, histoire régionale, notamment du Forez, et varia), édité par Jean-Philippe Genet, est publié à titre posthume en 1979.
Il est l'un des responsables de l'édition des Chartes du Forez qui publient les textes foréziens antérieurs au XIVe siècle.
Il est co-directeur de la Revue du Nord de 1946 à 1950,, et est fondateur en 1969, avec Charles Higounet, de la Société des historiens médiévistes de l’enseignement supérieur et son premier président. Il est membre du Comité des travaux historiques et scientifiques et administrateur de la Diana, Société historique et archéologique du Forez.
Il est militant au Syndicat national de l'enseignement supérieur, et membre de la SFIO jusqu’en 1958, puis membre du parti socialiste autonome, puis du parti socialiste unitaire en 1960.

## Publications
- L'Angleterre et le grand schisme d'Occident : étude sur la politique religieuse de l'Angleterre sous Richard II, 1378-1399, Paris, J.Monnier, 459 p.
- La Guerre de Cent ans, Gallimard, 1945.
- Le Moyen Âge, in Histoire générale des Civilisations, dir. Maurice Crouzet, tome 3, Puf, 1955.
- Études d’Histoire médiévales, Publications de la Sorbonne, 1979, 820 p.

## Distinctions
- Médaille de la Résistance française (10 janvier 1947)[15]

### Publications d'Édouard Perroy
- « Bibliographie des travaux de Edouard Perroy (1924-1970) », dans Économies et Sociétés au Moyen-Âge. Mélanges offerts à Édouard Perroy, Paris, Publications de la Sorbonne, 1973, p. 13-18. Bibliographie à jour en 1970.
- Publications d'Édouard Perroy sur la base de données RI-Opac, Regesta Imperii